# くれなゐ丸
くれなゐ丸（くれないまる、紅丸）は、かつて大阪商船および関西汽船が運航した旅客船。日本における初期のディーゼル船の一隻で、客船部門では音戸丸級貨客船に続いて二番目の船である。後に続く瀬戸内海航路就航の客船のプロトタイプとなった。

## 概要
1912年（明治45年）に初代「紅丸」（1,399トン）をもって始まった大阪商船の別府航路は、関西から別府温泉に向かう入湯客という新たな観光客を生み出し、乗客は年を追うごとに増加して、瀬戸内海方面における重要航路となっていた。1921年（大正10年）12月に別府航路向けにより大型で、初めから専用船として建造された「紫丸」（1,586トン）に続いて、大阪商船工務部長の和辻春樹の設計により建造されたのが二代目の「紅丸」である。
「紅丸」は大阪鉄工所で建造され、1924年（大正13年）7月16日に進水して9月17日に竣工。これに伴い、初代「紅丸」は「鳴門丸」と改名した。大阪商船が、建造がわずかに先行した音戸丸級貨客船に続いて「紅丸」をディーゼル機関搭載船として建造した真の理由ははっきりしないが、「従来からのレシプロエンジンとの比較のため」とする新聞記事も存在する。運航成績はよく、日本における大型ディーゼル船の建造に大きな影響を与えた。もっとも、当の大阪鉄工所は「紅丸」建造をきっかけにMAN社から技師を招いてディーゼル機関の自主製作に乗り出そうとしたが資金難で取りやめになり、新造船の受注で不利になってしまった。内装は、一等船室が「桃山式」と呼ばれる和風の装飾が施され、二等と三等の船室もスペースや通風、採光の面で配慮されており、「紫丸」と比べてもグレードアップしていた。もっとも、「紫丸」と同様に一等船室のプロムナードデッキを設け、外側から入室できるようになっていたため、プロムナードデッキを歩く乗客から船室がのぞかれるという欠点も有していた。
9月23日から就航を開始し、これによって別府航路は毎日運航されるようになった。以後、1928年（昭和3年）に「紅丸」をさらに改良した「緑丸」（1,725トン）、1929年（昭和4年）に「緑丸」の同型船「菫丸」（1,725トン）が就航して毎日二便の運航に拡大した。その後、1934年（昭和9年）に「に志き丸」（1,848トン）が就航したのをきっかけに、色を船名にしていた「紫丸」から「菫丸」までの就航船も平仮名に改めることとなり、「紅丸」は「くれなゐ丸」に改められた。1939年（昭和14年）からは大阪高松線に移るが、日中戦争の長期化などにより瀬戸内海航路は縮小の方向に向かう。1941年（昭和16年）12月8日の太平洋戦争開戦を経て、1942年（昭和17年）には大阪商船や他の船主の瀬戸内海航路を統合経営する関西汽船が設立され、「くれなゐ丸」も関西汽船に移籍する。
1943年（昭和18年）1月、大阪商船は日本陸軍の命により、フィリピン方面の沿岸航路を運営する「比島運航部」を設立し、4月から業務を開始する。「くれなゐ丸」は比島運航部の管轄下で運航することとなり、音戸丸級貨客船の一隻である「三原丸」（697トン）とともに大阪商船に用船の形で復帰したあと、フィリピンに回航される。日本からの機帆船や現地で接収した汽船などとともにフィリピン沿岸航路に就航し、昭和18年10月からは「三原丸」とともにマニラとセブ間の定期航路に就航した。運航から1年近く経った1944年（昭和19年）9月9日、ペリリューの戦いの支援を行っていたアメリカ第38任務部隊（マーク・ミッチャー中将）の艦載機はフィリピン各地を空襲。「くれなゐ丸」と「三原丸」もこの網にかかり、北緯09度45分 東経125度30分 / 北緯9.750度 東経125.500度の地点で沈没した。